# Interlands Maltees voetbalelftal 1970-1979
Deze pagina toont een chronologisch en gedetailleerd overzicht van de interlands die het Maltees voetbalelftal speelde in de periode 1970 – 1979.

## Interlands

### 1970
|                                                                   |              |       |                    |                                                                                       |
| 4 januari Vriendschappelijk № 15 «onderlinge duels» 14:45 (UTC+1) | Malta        | 1 – 1 | Luxemburg          | Empire Stadion, Gżira Toeschouwers: 7.455 Scheidsrechter: Alessandro D’Agostini (ITA) |
| 4 januari Vriendschappelijk № 15 «onderlinge duels» 14:45 (UTC+1) | Joe Cini 85' |       | 8' Nicolas Hoffman | Empire Stadion, Gżira Toeschouwers: 7.455 Scheidsrechter: Alessandro D’Agostini (ITA) |

|                                                                           |                     |       |                           |                                                                                   |
| 11 oktober EK 1972 kwalificatie № 16 «onderlinge duels» 15:00 uur (UTC+1) | Malta               | 1 – 1 | Griekenland               | Empire Stadion, Gżira Toeschouwers: 8.689 Scheidsrechter: Concetto Lo Bello (ITA) |
| 11 oktober EK 1972 kwalificatie № 16 «onderlinge duels» 15:00 uur (UTC+1) | Willie Vassallo 66' |       | 88' Mihalis Kritikopoulos | Empire Stadion, Gżira Toeschouwers: 8.689 Scheidsrechter: Concetto Lo Bello (ITA) |

|                                                                            |                           |       |                                          |                                                                             |
| 20 december EK 1972 kwalificatie № 17 «onderlinge duels» 14:30 uur (UTC+1) | Malta                     | 1 – 2 | Zwitserland                              | Empire Stadion, Gżira Toeschouwers: 4.739 Scheidsrechter: Gocho Rusev (BUL) |
| 20 december EK 1972 kwalificatie № 17 «onderlinge duels» 14:30 uur (UTC+1) | Eddie Theobald 57' (pen.) |       | 49' René-Pierre Quentin 59' Fritz Künzli | Empire Stadion, Gżira Toeschouwers: 4.739 Scheidsrechter: Gocho Rusev (BUL) |

### 1971
|                                                                           |       |                   |          |                                                                                      |
| 3 februari EK 1972 kwalificatie № 18 «onderlinge duels» 15:00 uur (UTC+1) | Malta | 0 – 1             | Engeland | Empire Stadion, Gżira Toeschouwers: 29.751 Scheidsrechter: Ferdinand Marschall (AUT) |
| 3 februari EK 1972 kwalificatie № 18 «onderlinge duels» 15:00 uur (UTC+1) |       | 34' Martin Peters |          | Empire Stadion, Gżira Toeschouwers: 29.751 Scheidsrechter: Ferdinand Marschall (AUT) |

|                                                                         |                                                                                                 |       |       |                                                                                      |
| 21 april EK 1972 kwalificatie № 19 «onderlinge duels» 19:45 uur (UTC+1) | Zwitserland                                                                                     | 5 – 0 | Malta | Stadion Allmend, Luzern Toeschouwers: 16.470 Scheidsrechter: Gunnar Michaelsen (DEN) |
| 21 april EK 1972 kwalificatie № 19 «onderlinge duels» 19:45 uur (UTC+1) | Rolf Blättler 14' Fritz Künzli 17' René-Pierre Quentin 26' Roland Citherlet 28' Kudi Müller 30' |       |       | Stadion Allmend, Luzern Toeschouwers: 16.470 Scheidsrechter: Gunnar Michaelsen (DEN) |

|                                                                       | |       |       |                                                                               |
| 12 mei EK 1972 kwalificatie № 20 «onderlinge duels» 19:45 uur (UTC+1) | Engeland                                                                                             | 5 – 0 | Malta | Wembley Stadium, Londen Toeschouwers: 41.534 Scheidsrechter: Einar Røed (NOR) |
| 12 mei EK 1972 kwalificatie № 20 «onderlinge duels» 19:45 uur (UTC+1) | Martin Chivers 29' Francis Lee 43' Allan Clarke 47' (pen.) Martin Chivers 59' Christopher Lawler 75' |       |       | Wembley Stadium, Londen Toeschouwers: 41.534 Scheidsrechter: Einar Røed (NOR) |

|                                                                        |                                          |       |       |                                                                                             |
| 18 juni EK 1972 kwalificatie № 21 «onderlinge duels» 21:00 uur (UTC+2) | Griekenland                              | 2 – 0 | Malta | Georgios Karaiskákisstadion, Piraeus Toeschouwers: 9.561 Scheidsrechter: István Zsolt (HUN) |
| 18 juni EK 1972 kwalificatie № 21 «onderlinge duels» 21:00 uur (UTC+2) | Kostas Davourlis 60' Kostas Aidiniou 80' |       |       | Georgios Karaiskákisstadion, Piraeus Toeschouwers: 9.561 Scheidsrechter: István Zsolt (HUN) |

|                                                                            |       |                                |           |                                                                                   |
| 14 november WK 1974 kwalificatie № 22 «onderlinge duels» 14:45 uur (UTC+1) | Malta | 0 – 2                          | Hongarije | Empire Stadion, Gżira Toeschouwers: 9.231 Scheidsrechter: Concetto Lo Bello (ITA) |
| 14 november WK 1974 kwalificatie № 22 «onderlinge duels» 14:45 uur (UTC+1) |       | 3' Ferenc Bene 56' Ferenc Bene |           | Empire Stadion, Gżira Toeschouwers: 9.231 Scheidsrechter: Concetto Lo Bello (ITA) |

|                                                                        |                     |       |                      |                                                                             |
| 8 december Vriendschappelijk № 23 «onderlinge duels» 14:45 uur (UTC+1) | Malta               | 1 – 1 | Algerije             | Empire Stadion, Gżira Toeschouwers: 2.505 Scheidsrechter: Fabio Monti (ITA) |
| 8 december Vriendschappelijk № 23 «onderlinge duels» 14:45 uur (UTC+1) | Willie Vassallo 30' |       | 15' Abdelhafid Fendi | Empire Stadion, Gżira Toeschouwers: 2.505 Scheidsrechter: Fabio Monti (ITA) |

### 1972
|                                                    |            |       |       |                                                                                       |
| 15 maart Vriendschappelijk № 24 «onderlinge duels» | Algerije   | 1 – 0 | Malta | Stade 20 Août 1955, Algiers Toeschouwers: 5.000 Scheidsrechter: Taoufik Ghayaza (TUN) |
| 15 maart Vriendschappelijk № 24 «onderlinge duels» | Boussandia |       |       | Stade 20 Août 1955, Algiers Toeschouwers: 5.000 Scheidsrechter: Taoufik Ghayaza (TUN) |

|                                                                         |                                                                                         |       |       |                                                                                  |
| 30 april WK 1974 kwalificatie № 25 «onderlinge duels» 15:00 uur (UTC+1) | Oostenrijk                                                                              | 4 – 0 | Malta | Praterstadion, Wenen Toeschouwers: 16.081 Scheidsrechter: Karlo Kruashvili (URS) |
| 30 april WK 1974 kwalificatie № 25 «onderlinge duels» 15:00 uur (UTC+1) | Josef Hickersberger 29' Josef Hickersberger 34' Josef Hickersberger 36' Norbert Hof 79' |       |       | Praterstadion, Wenen Toeschouwers: 16.081 Scheidsrechter: Karlo Kruashvili (URS) |

|                                                                      |                                                    |       |       |                                                                                             |
| 6 mei WK 1974 kwalificatie № 26 «onderlinge duels» 18:30 uur (UTC+1) | Hongarije                                          | 3 – 0 | Malta | Megyeri úti stadion, Boedapest Toeschouwers: 4.646 Scheidsrechter: Milivoje Gugulović (YUG) |
| 6 mei WK 1974 kwalificatie № 26 «onderlinge duels» 18:30 uur (UTC+1) | Lajos Kocsis 35' Ferenc Bene 60' István Juhász 75' |       |       | Megyeri úti stadion, Boedapest Toeschouwers: 4.646 Scheidsrechter: Milivoje Gugulović (YUG) |

|                                                                           | |       |       |                                                                               |
| 15 oktober WK 1974 kwalificatie № 27 «onderlinge duels» 13:30 uur (UTC+1) | Zweden | 7 – 0 | Malta | Ullevi, Göteborg Toeschouwers: 24.277 Scheidsrechter: Martti Hirviniemi (FIN) |
| 15 oktober WK 1974 kwalificatie № 27 «onderlinge duels» 13:30 uur (UTC+1) | Ralf Edström 2' Bosse Larsson 16' Ralf Edström 29' Bosse Larsson 35' (pen.) Roland Sandberg 41' Dag Szepanski 57' (pen.) Ralf Edström 63' |       |       | Ullevi, Göteborg Toeschouwers: 24.277 Scheidsrechter: Martti Hirviniemi (FIN) |

|                                                                            |       |                                                  |            |                                                                                      |
| 25 november WK 1974 kwalificatie № 28 «onderlinge duels» 14:30 uur (UTC+1) | Malta | 0 – 2                                            | Oostenrijk | Empire Stadion, Gżira Toeschouwers: 4.373 Scheidsrechter: Francesco Francescon (ITA) |
| 25 november WK 1974 kwalificatie № 28 «onderlinge duels» 14:30 uur (UTC+1) |       | 48' Helmut Köglberger 77' (e.d.) Charles Spiteri |            | Empire Stadion, Gżira Toeschouwers: 4.373 Scheidsrechter: Francesco Francescon (ITA) |

### 1973
|                                                                          |                                   |       |        |                                                                               |
| 28 september Vriendschappelijk № 29 «onderlinge duels» 15:30 uur (UTC+2) | Malta                             | 2 – 0 | Canada | Empire Stadion, Gżira Toeschouwers: 249 Scheidsrechter: George Busuttil (MLT) |
| 28 september Vriendschappelijk № 29 «onderlinge duels» 15:30 uur (UTC+2) | Louis Arpa 37' Raymond Xuereb 75' |       |        | Empire Stadion, Gżira Toeschouwers: 249 Scheidsrechter: George Busuttil (MLT) |

|                                                                            |                      |       |                                           |                                                                                   |
| 11 november WK 1974 kwalificatie № 30 «onderlinge duels» 14:30 uur (UTC+1) | Malta                | 1 – 2 | Zweden                                    | Empire Stadion, Gżira Toeschouwers: 15.459 Scheidsrechter: Giorgos Katsoras (GRE) |
| 11 november WK 1974 kwalificatie № 30 «onderlinge duels» 14:30 uur (UTC+1) | Toninu Camilleri 20' |       | 21' Ove Kindvall 33' (pen.) Bosse Larsson | Empire Stadion, Gżira Toeschouwers: 15.459 Scheidsrechter: Giorgos Katsoras (GRE) |

### 1974
|                                                                         |       |           |       |                                                                               |
| 24 augustus Vriendschappelijk № 31 «onderlinge duels» 17:00 uur (UTC+2) | Malta | 0 – 1     | Libië | Empire Stadion, Gżira Toeschouwers: 2.305 Scheidsrechter: Richard Casha (MLT) |
| 24 augustus Vriendschappelijk № 31 «onderlinge duels» 17:00 uur (UTC+2) |       | 2' Sherif |       | Empire Stadion, Gżira Toeschouwers: 2.305 Scheidsrechter: Richard Casha (MLT) |

| |       |       |       |                                                                                    |
| 4 september VriendschappelijkToernooi vijfde verjaardag Libische revolutie № 32 «onderlinge duels» | Libië | 0 – 0 | Malta | 11 junistadion, Tripoli Toeschouwers: 8.000 Scheidsrechter: Youssef El Ghoul (LBY) |
| 4 september VriendschappelijkToernooi vijfde verjaardag Libische revolutie № 32 «onderlinge duels» |       |       |       | 11 junistadion, Tripoli Toeschouwers: 8.000 Scheidsrechter: Youssef El Ghoul (LBY) |

|                                                                            |       |                    |                |                                                                                  |
| 22 december EK 1976 kwalificatie № 33 «onderlinge duels» 14:30 uur (UTC+1) | Malta | 0 – 1              | West-Duitsland | Empire Stadion, Gżira Toeschouwers: 12.535 Scheidsrechter: Gyula Emsberger (HUN) |
| 22 december EK 1976 kwalificatie № 33 «onderlinge duels» 14:30 uur (UTC+1) |       | 44' Bernd Cullmann |                | Empire Stadion, Gżira Toeschouwers: 12.535 Scheidsrechter: Gyula Emsberger (HUN) |

### 1975
|                                                                            |                                        |       |             |                                                                                |
| 23 februari EK 1976 kwalificatie № 34 «onderlinge duels» 15:30 uur (UTC+1) | Malta                                  | 2 – 0 | Griekenland | Empire Stadion, Gżira Toeschouwers: 8.621 Scheidsrechter: Bob Matthewson (ENG) |
| 23 februari EK 1976 kwalificatie № 34 «onderlinge duels» 15:30 uur (UTC+1) | Richard Aquilina 33' Vincent Magro 79' |       |             | Empire Stadion, Gżira Toeschouwers: 8.621 Scheidsrechter: Bob Matthewson (ENG) |

|                                                                       |                                                                                            |       |       |                                                                                     |
| 4 juni EK 1976 kwalificatie № 35 «onderlinge duels» 20:00 uur (UTC+3) | Griekenland                                                                                | 4 – 0 | Malta | Toumbastadion, Thessaloniki Toeschouwers: 16.545 Scheidsrechter: Marijan Rauš (YUG) |
| 4 juni EK 1976 kwalificatie № 35 «onderlinge duels» 20:00 uur (UTC+3) | Thomas Mavros 32' Antonis Antoniadis 34' (pen.) Kostas Iosifidis 47' Mimis Papaioannou 50' |       |       | Toumbastadion, Thessaloniki Toeschouwers: 16.545 Scheidsrechter: Marijan Rauš (YUG) |

|                                                                        |                                                                                          |       |       |                                                                                               |
| 11 juni EK 1976 kwalificatie № 36 «onderlinge duels» 17:30 uur (UTC+2) | Bulgarije                                                                                | 5 – 0 | Malta | Vasil Levski Nationaal Stadion, Sofia Toeschouwers: 27.560 Scheidsrechter: Michal Jursa (TCH) |
| 11 juni EK 1976 kwalificatie № 36 «onderlinge duels» 17:30 uur (UTC+2) | Borislav Dimitrov 2' Georgi Denev 22' Pavel Panov 25' Hristo Bonev 68' Kiril Milanov 72' |       |       | Vasil Levski Nationaal Stadion, Sofia Toeschouwers: 27.560 Scheidsrechter: Michal Jursa (TCH) |

|                                                                            |       |                                     |           |                                                                                |
| 21 december EK 1976 kwalificatie № 37 «onderlinge duels» 14:30 uur (UTC+1) | Malta | 0 – 2                               | Bulgarije | Empire Stadion, Gżira Toeschouwers: 7.174 Scheidsrechter: Norbert Rolles (LUX) |
| 21 december EK 1976 kwalificatie № 37 «onderlinge duels» 14:30 uur (UTC+1) |       | 69' Pavel Panov 83' Yordan Yordanov |           | Empire Stadion, Gżira Toeschouwers: 7.174 Scheidsrechter: Norbert Rolles (LUX) |

### 1976
|                                                                            | |       |       |                                                                                     |
| 28 februari EK 1976 kwalificatie № 38 «onderlinge duels» 15:30 uur (UTC+1) | West-Duitsland | 8 – 0 | Malta | Westfalenstadion, Dortmund Toeschouwers: 53.738 Scheidsrechter: Marian Kustoń (POL) |
| 28 februari EK 1976 kwalificatie № 38 «onderlinge duels» 15:30 uur (UTC+1) | Ronnie Worm 5' Ronnie Worm 27' Jupp Heynckes 34' Erich Beer 41' (pen.) Jupp Heynckes 58' Erich Beer 77' Berti Vogts 82' Bernd Hölzenbein 87' |       |       | Westfalenstadion, Dortmund Toeschouwers: 53.738 Scheidsrechter: Marian Kustoń (POL) |

|                                                                      |                                     |       |                             |                                                                                 |
| 10 maart Vriendschappelijk № 39 «onderlinge duels» 16:15 uur (UTC+1) | Malta                               | 2 – 2 | Libië                       | Empire Stadion, Gżira Toeschouwers: 1.207 Scheidsrechter: Tonio Briguglio (MLT) |
| 10 maart Vriendschappelijk № 39 «onderlinge duels» 16:15 uur (UTC+1) | Olivier Losco 64' Olivier Losco 89' |       | 25' Said Fezzani 52' Rayani | Empire Stadion, Gżira Toeschouwers: 1.207 Scheidsrechter: Tonio Briguglio (MLT) |

|                                                                           |                                                                  |       |       |                                                                                     |
| 31 oktober WK 1978 kwalificatie № 40 «onderlinge duels» 14:30 uur (UTC+2) | Turkije                                                          | 4 – 0 | Malta | İzmir Atatürkstadion, İzmir Toeschouwers: 68.034 Scheidsrechter: Michal Jursa (TCH) |
| 31 oktober WK 1978 kwalificatie № 40 «onderlinge duels» 14:30 uur (UTC+2) | Mehmet Özgül 22' Cemil Turan 54' Cemil Turan 57' Cemil Turan 75' |       |       | İzmir Atatürkstadion, İzmir Toeschouwers: 68.034 Scheidsrechter: Michal Jursa (TCH) |

|                                                                         |                   |       |           |                                                                                 |
| 24 november Vriendschappelijk № 41 «onderlinge duels» 14:45 uur (UTC+1) | Malta             | 1 – 1 | Tunesië   | Empire Stadion, Gżira Toeschouwers: 1.500 Scheidsrechter: Tonio Briguglio (MLT) |
| 24 november Vriendschappelijk № 41 «onderlinge duels» 14:45 uur (UTC+1) | Vincent Magro 21' |       | 89' Kamel | Empire Stadion, Gżira Toeschouwers: 1.500 Scheidsrechter: Tonio Briguglio (MLT) |

|                                                                           |       |                 |            |                                                                             |
| 5 december WK 1978 kwalificatie № 42 «onderlinge duels» 14:30 uur (UTC+1) | Malta | 0 – 1           | Oostenrijk | Empire Stadion, Gżira Toeschouwers: 7.368 Scheidsrechter: Hédi Saoudi (TUN) |
| 5 december WK 1978 kwalificatie № 42 «onderlinge duels» 14:30 uur (UTC+1) |       | 57' Hans Krankl |            | Empire Stadion, Gżira Toeschouwers: 7.368 Scheidsrechter: Hédi Saoudi (TUN) |

### 1977
|                                                   |         |                    |       |                                                                                            |
| 5 maart Vriendschappelijk № 43 «onderlinge duels» | Tunesië | 0 – 1              | Malta | Stade Olympique El Menzah, Tunis Toeschouwers: 17.250 Scheidsrechter: Ali Ben Naceur (TUN) |
| 5 maart Vriendschappelijk № 43 «onderlinge duels» |         | 10' Raymond Xuereb |       | Stade Olympique El Menzah, Tunis Toeschouwers: 17.250 Scheidsrechter: Ali Ben Naceur (TUN) |

|                                                                        |       |                     |     |                                                                                   |
| 2 april WK 1978 kwalificatie № 44 «onderlinge duels» 16:00 uur (UTC+1) | Malta | 0 – 1               | DDR | Empire Stadion, Gżira Toeschouwers: 6.279 Scheidsrechter: Bruno Della Bruna (SUI) |
| 2 april WK 1978 kwalificatie № 44 «onderlinge duels» 16:00 uur (UTC+1) |       | 55' Joachim Streich |     | Empire Stadion, Gżira Toeschouwers: 6.279 Scheidsrechter: Bruno Della Bruna (SUI) |

|                                                                         | |       |       |                                                                                 |
| 30 april WK 1978 kwalificatie № 45 «onderlinge duels» 15:00 uur (UTC+1) | Oostenrijk | 9 – 0 | Malta | Lehenstadion, Salzburg Toeschouwers: 17.000 Scheidsrechter: Alojzy Jarguz (POL) |
| 30 april WK 1978 kwalificatie № 45 «onderlinge duels» 15:00 uur (UTC+1) | Hans Krankl 8' Hans Krankl 12' Hans Krankl 17' Hans Krankl 19' Josef Stering 29' Hans Krankl 54' Hans Pirkner 65' Hans Krankl 67' Josef Stering 69' |       |       | Lehenstadion, Salzburg Toeschouwers: 17.000 Scheidsrechter: Alojzy Jarguz (POL) |

|                                                       |                                   |       |                   |                                                                                      |
| 6 september Vriendschappelijk № 46 «onderlinge duels» | Tunesië                           | 2 – 1 | Malta             | Stade Chedli Zouiten, Tunis Toeschouwers: 5.000 Scheidsrechter: Ali Ben Naceur (TUN) |
| 6 september Vriendschappelijk № 46 «onderlinge duels» | Hamadi Agrebi 27' Dhiab Tarak 57' |       | 64' George Xuereb | Stade Chedli Zouiten, Tunis Toeschouwers: 5.000 Scheidsrechter: Ali Ben Naceur (TUN) |

|                                                                           | |       |       |                                                                                               |
| 29 oktober WK 1978 kwalificatie № 47 «onderlinge duels» 14:00 uur (UTC+1) | DDR | 9 – 0 | Malta | Karl-Liebknecht-Sportpark, Babelsberg Toeschouwers: 15.000 Scheidsrechter: Jafar Namdar (IRI) |
| 29 oktober WK 1978 kwalificatie № 47 «onderlinge duels» 14:00 uur (UTC+1) | Martin Hoffmann 2' Hartmut Schade 28' Martin Hoffmann 45' Jürgen Sparwasser 52' Gerd Weber 56' Joachim Streich 63' (pen.) Joachim Streich 79' Joachim Streich 82' Martin Hoffmann 85' |       |       | Karl-Liebknecht-Sportpark, Babelsberg Toeschouwers: 15.000 Scheidsrechter: Jafar Namdar (IRI) |

|                                                                            |       |                                                 |         |                                                                                 |
| 27 november WK 1978 kwalificatie № 48 «onderlinge duels» 14:30 uur (UTC+1) | Malta | 0 – 3                                           | Turkije | Empire Stadion, Gżira Toeschouwers: 2.246 Scheidsrechter: Mohamed Larache (MAR) |
| 27 november WK 1978 kwalificatie № 48 «onderlinge duels» 14:30 uur (UTC+1) |       | 21' Sedat Özden 36' Cemil Turan 48' Sedat Özden |         | Empire Stadion, Gżira Toeschouwers: 2.246 Scheidsrechter: Mohamed Larache (MAR) |

### 1978
|                                                                     |                  |       |         |                                                                                        |
| 4 maart Vriendschappelijk № 49 «onderlinge duels» 14:00 uur (UTC+1) | Malta            | 1 – 0 | Tunesië | Empire Stadion, Gżira Toeschouwers: 1.410 Scheidsrechter: Richard Stagno-Navarra (MLT) |
| 4 maart Vriendschappelijk № 49 «onderlinge duels» 14:00 uur (UTC+1) | Olivier Losco 7' |       |         | Empire Stadion, Gżira Toeschouwers: 1.410 Scheidsrechter: Richard Stagno-Navarra (MLT) |

|                                                  |           |       |       |                                                                      |
| 14 mei Vriendschappelijk № 50 «onderlinge duels» | Libië     | 1 – 0 | Malta | Tripoli Toeschouwers: 6.000 Scheidsrechter: Tahir Hasan Zaglud (LBY) |
| 14 mei Vriendschappelijk № 50 «onderlinge duels» | Azabi 10' |       |       | Tripoli Toeschouwers: 6.000 Scheidsrechter: Tahir Hasan Zaglud (LBY) |

|                                                                           | |       |       |                                                                                     |
| 25 oktober EK 1980 kwalificatie № 51 «onderlinge duels» 19:30 uur (UTC+1) | Wales | 7 – 0 | Malta | The Racecourse, Wrexham Toeschouwers: 11.475 Scheidsrechter: Magnús Pétursson (ISL) |
| 25 oktober EK 1980 kwalificatie № 51 «onderlinge duels» 19:30 uur (UTC+1) | Peter O'Sullivan 18' Ian Edwards 20' Ian Edwards 45' Ian Edwards 48' Ian Edwards 51' Mickey Thomas 71' Brian Flynn 82' |       |       | The Racecourse, Wrexham Toeschouwers: 11.475 Scheidsrechter: Magnús Pétursson (ISL) |

### 1979
|                                                                            |       |       |                |                                                                                  |
| 25 februari EK 1980 kwalificatie № 52 «onderlinge duels» 14:30 uur (UTC+1) | Malta | 0 – 0 | West-Duitsland | Empire Stadion, Gżira Toeschouwers: 8.450 Scheidsrechter: Vojtech Christov (TCH) |
| 25 februari EK 1980 kwalificatie № 52 «onderlinge duels» 14:30 uur (UTC+1) |       |       |                | Empire Stadion, Gżira Toeschouwers: 8.450 Scheidsrechter: Vojtech Christov (TCH) |

|                                                                         |                                 |       |                          |                                                                                         |
| 18 maart EK 1980 kwalificatie № 53 «onderlinge duels» 15:30 uur (UTC+4) | Turkije                         | 2 – 1 | Malta                    | İzmir Atatürkstadion, İzmir Toeschouwers: 34.154 Scheidsrechter: Toma Manojlovski (YUG) |
| 18 maart EK 1980 kwalificatie № 53 «onderlinge duels» 15:30 uur (UTC+4) | Sedat Özden 34' Fatih Terim 56' |       | 35' Ernest Spiteri-Gonzi | İzmir Atatürkstadion, İzmir Toeschouwers: 34.154 Scheidsrechter: Toma Manojlovski (YUG) |

|                                                                       |       |                                    |       |                                                                                  |
| 2 juni EK 1980 kwalificatie № 54 «onderlinge duels» 18:00 uur (UTC+2) | Malta | 0 – 2                              | Wales | Empire Stadion, Gżira Toeschouwers: 8.358 Scheidsrechter: Nikos Lagoyannis (GRE) |
| 2 juni EK 1980 kwalificatie № 54 «onderlinge duels» 18:00 uur (UTC+2) |       | 15' Peter Nicholas 51' Brian Flynn |       | Empire Stadion, Gżira Toeschouwers: 8.358 Scheidsrechter: Nikos Lagoyannis (GRE) |

|                                                                         |                                                                              |       |       |                                                                                      |
| 28 augustus Vriendschappelijk № 55 «onderlinge duels» 17:00 uur (UTC+1) | Tunesië                                                                      | 4 – 0 | Malta | Stade Chedli Zouiten, Tunis Toeschouwers: 8.000 Scheidsrechter: Larbi Oueslati (TUN) |
| 28 augustus Vriendschappelijk № 55 «onderlinge duels» 17:00 uur (UTC+1) | Rached Tounsi 44' Hedi Bayari 58' Kamel Ben Brahim 85' Abdelhamid Hergal 87' |       |       | Stade Chedli Zouiten, Tunis Toeschouwers: 8.000 Scheidsrechter: Larbi Oueslati (TUN) |

|                                                                           |                      |       |                                     |                                                                                     |
| 28 oktober EK 1980 kwalificatie № 56 «onderlinge duels» 15:00 uur (UTC+2) | Malta                | 1 – 2 | Turkije                             | Empire Stadion, Gżira Toeschouwers: 1.976 Scheidsrechter: Gianfranco Menegali (ITA) |
| 28 oktober EK 1980 kwalificatie № 56 «onderlinge duels» 15:00 uur (UTC+2) | Emanuel Farrugia 74' |       | 20' Sedat Özden 25' Mustafa Denizli | Empire Stadion, Gżira Toeschouwers: 1.976 Scheidsrechter: Gianfranco Menegali (ITA) |

Malta Football Association · A-internationals · Bondscoaches · Statistieken · Maltees vrouwenelftal · Malta U21 · Malta U20 · Malta U19 · Malta U18 · Malta U17 · Malta U16
1957 – 1959 ·
1960 – 1969 ·
1970 – 1979 ·
1980 – 1989 ·
1990 – 1999 ·
2000 – 2009 ·
2010 – 2019 ·
2020 − 2029
1957 · 
1958 · 
1959 · 
1960 · 
1961 · 
1962 · 
1963 · 
1964 · 
1965 · 
1966 · 
1967 · 1968 · 
1969 · 
1970 · 
1971 · 
1972 · 
1973 · 
1974 · 
1975 · 
1976 · 
1977 · 
1978 · 
1979 · 
1980 · 
1981 · 
1982 · 
1983 · 
1984 · 
1985 · 
1986 · 
1987 · 
1988 · 
1989 · 
1990 ·
1991 · 
1992 · 
1993 · 
1994 · 
1995 · 
1996 · 
1997 · 
1998 · 
1999 · 
2000 · 
2001 · 
2002 · 
2003 · 
2004 · 
2005 · 
2006 · 
2007 · 
2008 · 
2009 · 
2010 · 
2011 · 
2012 · 
2013 · 
2014 · 
2015 · 
2016 ·
2017 ·
2018 ·
2019 ·
2020 ·
2021 ·
2022
Albanië ·
Algerije ·
Andorra ·
Angola ·
Armenië ·
Azerbeidzjan ·
België ·
Bosnië en Herzegovina · 
Bulgarije ·
Canada ·
Centraal-Afrikaanse Republiek ·
Cyprus ·
DDR ·
Denemarken ·
Duitsland ·
Egypte ·
Engeland ·
Estland ·
Faeröer ·
Finland ·
Frankrijk ·
Gabon ·
Georgië ·
Gibraltar · 
Griekenland ·
Hongarije ·
Ierland ·
IJsland ·
Indonesië ·
Israël ·
Italië ·
Japan ·
Joegoslavië ·
Jordanië ·
Kaapverdië ·
Kazachstan ·
Koeweit ·
Kosovo ·
Kroatië ·
Letland ·
Libanon ·
Libië ·
Liechtenstein ·
Litouwen ·
Luxemburg ·
Moldavië ·
Nederland ·
Noord-Ierland ·
Noord-Macedonië ·
Noorwegen ·
Oekraïne ·
Oostenrijk ·
Polen ·
Portugal ·
Qatar ·
Roemenië ·
Rusland ·
San Marino ·
Schotland ·
Slovenië ·
Slowakije ·
Spanje ·
Thailand ·
Tsjechië ·
Tsjecho-Slowakije ·
Tunesië · 
Turkije · 
Venezuela · 
Verenigde Arabische Emiraten ·
Verenigde Staten ·
Wales ·
Wit-Rusland ·
Zuid-Afrika ·
Zuid-Korea ·
Zweden ·
Zwitserland
CONMEBOL: Colombia · Ecuador

UEFA: Albanië · België · Bulgarije · Cyprus · Denemarken · West-Duitsland · Duitse Democratische Republiek · Engeland · Finland · Frankrijk · Griekenland · Hongarije · IJsland · Ierland · Italië · Joegoslavië · Luxemburg · Malta · Nederland · Noord-Ierland · Noorwegen · Oostenrijk · Polen · Portugal · Roemenië · Schotland ·  Sovjet-Unie ·  Spanje · Tsjecho-Slowakije · Turkije · Wales ·  Zweden · Zwitserland

CAF: Madagaskar AFC: Israël